# Podarcis raffoneae
Espèce
Synonymes
- Lacerta sicula raffonei Mertens, 1952
- Lacerta sicula alvearioi Mertens, 1955
- Podarcis siculus alvearioi (Mertens, 1955)
- Lacerta sicula antoninoi Mertens, 1955
- Podarcis siculus cucchiarai Di Palma, 1980
- Podarcis raffoneae cucchiarai Di Palma, 1980

Podarcis raffoneae est une espèce de sauriens de la famille des Lacertidae.

## Répartition
Cette espèce est endémique des îles Éoliennes en Sicile en Italie.

## Liste des sous-espèces
Selon The Reptile Database (19 janvier 2016) :
- Podarcis raffoneae alvearioi (Mertens, 1955)
- Podarcis raffoneae antoninoi (Mertens, 1955)
- Podarcis raffoneae raffonei (Mertens, 1952)

## Taxonomie
La sous-espèce Podarcis raffoneae cucchiarai a été placée en synonymie avec Podarcis raffoneae alvearioi.

## Publications originales
- Mertens, 1952 : Neue Eidechsenrassen von den Liparischen Inseln. Senckenbergiana, vol. 32, p. 309-314 (texte intégral).
- Mertens, 1955 : Die Mauereidechsen der Liparischen Inseln, gesammelt von Dr Antonino Trischitta. Senckenbergiana biologica, vol. 38, p. 25-40 (texte intégral).